# Pierre d'Hesmivy D'Auribeau
L’abbé Pierre d'Hesmivy D'Auribeau, né à Digne-les-Bains (Royaume de France) le 25 février 1756 et mort à Paris le 31 décembre 1843, est un littérateur français.

## Biographie
Né à Digne-les-Bains en 1756, entra en 1772 dans la Congrégation de l'Oratoire ; il fut professeur d’éloquence au Mans en 1780, et le roi le nomma en 1782 chanoine et archidiacre de l’église de Digne ; il fut ensuite official et vicaire général du diocèse. La persécution le força de s’en éloigner en 1792. Réfugié à Rome, il fut accueilli avec une extrême bienveillance par madame Adélaïde, tante de Louis XVI, et, sous la direction du cardinal Gerdil, y consacra sa plume à la défense de l’autel et du trône. Banni de Rome en 1798 par l’armée française, sous peine de mort, il eut le bonheur de suivre Pie VI, qui lui accorda les diplômes les plus honorables. Conclaviste du cardinal Carafa en 1800, il retourna avec cette éminence, en qualité de son majordome, dans la capitale du monde chrétien, où il poursuivit ses travaux avec le même zèle. Pie VII le nomma en 1805 à un canonicat de la basilique de Sainte-Marie in via lata, première diaconie cardinalice. Après avoir été professeur de littérature française à la faculté des lettres dans l’Université de Pise, il revint en France, où il se consacra à des objets ecclésiastiques et littéraires. L’abbé d’Hesmivy d’Auribeau mourut à Paris le 31 décembre 1843. Il était membre de la société littéraire du Mans, de l’Académie d'Arcadie de Rome, sous le nom de Vatindo Cidonio, de celle de Val d’Arao-Pétrarque, etc.

## Œuvres
- Éloge funèbre de S. M. Louis XVI, prononcé en latin par Léardi, en présence de Pie VI, traduit en français, Rome, 1794, in-4° et in-8° ; dédié à Mesdames de France ;
- Discours aux Romains sur les prodiges par lesquels le Seigneur a manifesté sa toute-puissance pour la défense et la gloire de son Église dans ces derniers temps, par Giuseppe Marotti, traduit du latin en français, Rome, 1794, in-8° avec notes ;
- Traduction de la première lettre pastorale latine du cardinal Maury, évêque de Montefiascone, etc., Viterbe, 1794, in-8° ;
- Mémoires pour servir à l’histoire de la persécution française, recueillis par les ordres de Pie VI, Rome, 1795, 2 vol. in-8° ; dédies à Sa Sainteté ;
- Bienfaits de Pie VI et de ses États envers les Français émigrés, Rome, 1796, in-8° ;
- Paris, rends tes comptes, Venise, 1799, in-8°, italien et français ;
- Témoignages authentiques contre le serment de haine à la royauté, Venise, 1799, in-8° ;
- Oraison funèbre de Pie VI, prononcée en latin par Brancadoro, en présence du sacré collège à Venise, traduite en français, et dédiée à S. M. Louis XVIII, suivie de Notes du traducteur fort intéressantes pour l’histoire de ce pontife, Venise, 1795, in-fol., in-8° et in-16 ; la même, traduite du français en italien, par l’abbé Palmario Canna, Rimini, 1800, in-8°, fig. ;
- Oraison funèbre du cardinal Gerdil, in-8°; dédiée aux Français, avec des notes très-étendues ;
- l’Antiquaire, ou le Guide des étrangers pour un cours d’antiquités romaines, traduit de l’italien, Rome, 1802, in-8° ;
- Description du monument de Canova à la mémoire de Marie Christine, archiduchesse d’Autriche, traduite de l’italien, Rome, 1802, in-12 ;
- Journées pittoresques des édifices antiques de Rome et de ses environs, par Angelo Uggeri, traduites de l’italien, Rome, 1804 et suiv., 5 vol. in-4° ;
- Journal sur les médailles antiques inédites, par Alessandro Visconti, traduit de l’italien, Rome, 1806, in-4°, et interrompu par les événements ultérieurs ;
- Discours académique sur les avantages de la langue française, avec des notes historiques et littéraires, prononcé en 1812 à l’Université de Pise, où M. d’Auribeau était alors professeur de littérature française, Pise, 1812, in-4° ;
- Extraits de quelques écrits de l’auteur des Mémoires pour servir à l’histoire de la persécution, Pise, 1814, 2 vol. in-8° ;
- Lettres sur les conclaves, Paris, 1823, in-8° ;
- Discours académiques et mélanges historiques sur Massillon, suivis d’un choix de réflexions des plus habiles écrivains sur l’éloquence sacrée, pour ceux qui se destinent à la chaire, Besançon et Paris, 1825, in-8° (5e édition). Les Mélanges historiques sur Massillon furent imprimés pour la première fois à la suite d’un discours inédit de ce célèbre orateur sur le danger des mauvaises lectures, le tout faisant partie de l’édition compacte des Œuvres de Massillon publiée par Beaucé-Rusand. L’abbé Hesmivy retoucha son travail, y ajouta trois éloges de Massillon et le publia sous le titre ci-dessus.
- Inscriptions du nouveau et magnifique reliquaire de la sainte ampoule dans le trésor de l’église métropolitaine de Reims, suivies d’inscriptions pour les médailles du sacre et du couronnement de Charles X, roi de France, Paris, 1825, in-4° ;
- Histoire chalcographique des dix-sept années saintes du jubilé universel suivie du texte latin, etc., Paris, 1826, in-12 ;
- Lettre à M. le comte *** sur les épitaphes de LL. EE. MM. les cardinaux de Dausset et de la Luzerne, suivie d’une notice sur la Sorbonne et sur le cardinal de Richelieu, Paris, 1826,in-4°[1].